# Fort Apache (Arizona)
Fort Apache es un lugar designado por el censo ubicado en el condado de Navajo en el estado estadounidense de Arizona. En el Censo de 2010 tenía una población de 143 habitantes y una densidad poblacional de 47,97 personas por km².

## Geografía
Fort Apache se encuentra ubicado en las coordenadas 33°47′24″N 109°59′19″O / 33.79000, -109.98861. Según la Oficina del Censo de los Estados Unidos, Fort Apache tiene una superficie total de 2.98 km², de la cual 2.94 km² corresponden a tierra firme y (1.22%) 0.04 km² es agua.

## Demografía
Según el censo de 2010, había 143 personas residiendo en Fort Apache. La densidad de población era de 47,97 hab./km². De los 143 habitantes, Fort Apache estaba compuesto por el 9.79% blancos, el 0% eran afroamericanos, el 86.01% eran amerindios, el 0% eran asiáticos, el 0% eran isleños del Pacífico, el 0.7% eran de otras razas y el 3.5% pertenecían a dos o más razas. Del total de la población el 13.99% eran hispanos o latinos de cualquier raza.